# Cornelius von Hanau
Cornelius von Hanau (* zwischen 1480 und 1484; † 1549) war ein außerehelicher Sohn des Grafen Ludwig von Hanau-Lichtenberg (* 1464 – † 1484). Die Mutter ist namentlich nicht bekannt.

## Leben
Die Vaterschaft Ludwigs von Hanau-Lichtenberg ist durch dessen Testament vom 17. April 1484 erwiesen, in dem er seine beiden Söhne, darunter Cornelius, namentlich erwähnt, bedenkt und seinen Bruder, den regierenden Grafen Philipp II. von Hanau-Lichtenberg auffordert, sie im Falle seines Todes gebührend auszustatten. Cornelius von Hanau wurde 1511 und erneut 1539 mit der Hälfte der Burg Klein-Arnsberg, die den Grafen von Hanau-Lichtenberg gehörte, und Anderem belehnt.

## Familie
Cornelius heiratete Anna von Kogenheim (Lebensdaten nicht bekannt), die zuvor mit einem Grafen von Sulz und anschließend in dritter Ehe noch mit einem Georg Bernhold verheiratet war, einer Ehe, aus der noch einmal zwei Kinder hervorgingen. Aus der Ehe von Cornelius von Hanau und der Anna von Kogenheim ging hervor:
- Philipp Ludwig von Hanau (* ca. 1540). Er war Hanauischer Rat, Amtmann in Buchsweiler (heute: Bouxwiller) und in erster Ehe mit Regina Gemper (Lebensdaten nicht bekannt), in zweiter Ehe mit Elisabeth Riedesel von Bellersheim verheiratet. Da aus diesen Ehen keine Kinder hervorgingen, erlosch dieser Familienzweig. Auch Philipp Ludwig von Hanau wurde mit der Hälfte der Burg Klein-Arnsburg belehnt (1549, 1565 und 1591).[4]

## Vorfahren
| Ahnentafel des Cornelius von Hanau | Ahnentafel des Cornelius von Hanau                                                         | Ahnentafel des Cornelius von Hanau                                                        | Ahnentafel des Cornelius von Hanau                   | Ahnentafel des Cornelius von Hanau                   | Ahnentafel des Cornelius von Hanau | Ahnentafel des Cornelius von Hanau |
| ---------------------------------- | ------------------------------------------------------------------------------------------ | ----------------------------------------------------------------------------------------- | ---------------------------------------------------- | ---------------------------------------------------- | ---------------------------------- | ---------------------------------- |
| Urgroßeltern                       | Reinhard II. von Hanau (* 1369; † 1451) ⚭ Katharina von Nassau-Beilstein (* - ? -; † 1459) | Ludwig V. von Lichtenberg (* 1433; † 1471) ⚭ Elisabeth von Hohenlohe († 1488)             | - ? -                                                | - ? -                                                |                                    |                                    |
| Großeltern                         | Philipp I. von Hanau-Lichtenberg (* 1417; † 1480) ⚭ Anna von Lichtenberg (* 1442; † 1474)  | Philipp I. von Hanau-Lichtenberg (* 1417; † 1480) ⚭ Anna von Lichtenberg (* 1442; † 1474) | - ? -                                                | - ? -                                                |                                    |                                    |
| Eltern                             | Ludwig von Hanau-Lichtenberg (1464–1484) ⚭ unbekannt                                       | Ludwig von Hanau-Lichtenberg (1464–1484) ⚭ unbekannt                                      | Ludwig von Hanau-Lichtenberg (1464–1484) ⚭ unbekannt | Ludwig von Hanau-Lichtenberg (1464–1484) ⚭ unbekannt |                                    |                                    |
| Cornelius von Hanau                |                                                                                            |                                                                                           |                                                      |                                                      |                                    |                                    |

## Verweise
1. ↑  Staatsarchiv Marburg, Hanauer Haussachen, Urkunden, v. 17. April 1484.
2. ↑  Dietrich: Bastarde, S. 29.
3. ↑  Dietrich: Bastarde, S. 30.
4. ↑  Dietrich: Bastarde, S. 30.

| Personendaten    | Personendaten          |
| ---------------- | ---------------------- |
| NAME             | Hanau, Cornelius von   |
| KURZBESCHREIBUNG | deutscher Adliger      |
| GEBURTSDATUM     | zwischen 1480 und 1484 |
| STERBEDATUM      | 1549                   |